# Laver Cup 2021
La Copa Laver 2021, oficialment conegut com a Laver Cup 2021, és un esdeveniment de tennis masculí que enfronta un equip europeu amb un equip de la resta del món. La quarta edició del torneig es va celebrar entre el 24 i el 26 de setembre de 2021 sobre pista dura interior al TD Garden de Boston (Estats Units).
Originalment s'havia de celebrar al setembre de 2020 però es va ajornar a causa de la pandèmia de COVID-19, a banda de les mesures de precaució, la seva disputa es solapava amb la nova data de celebració del Roland Garros.

## Participants

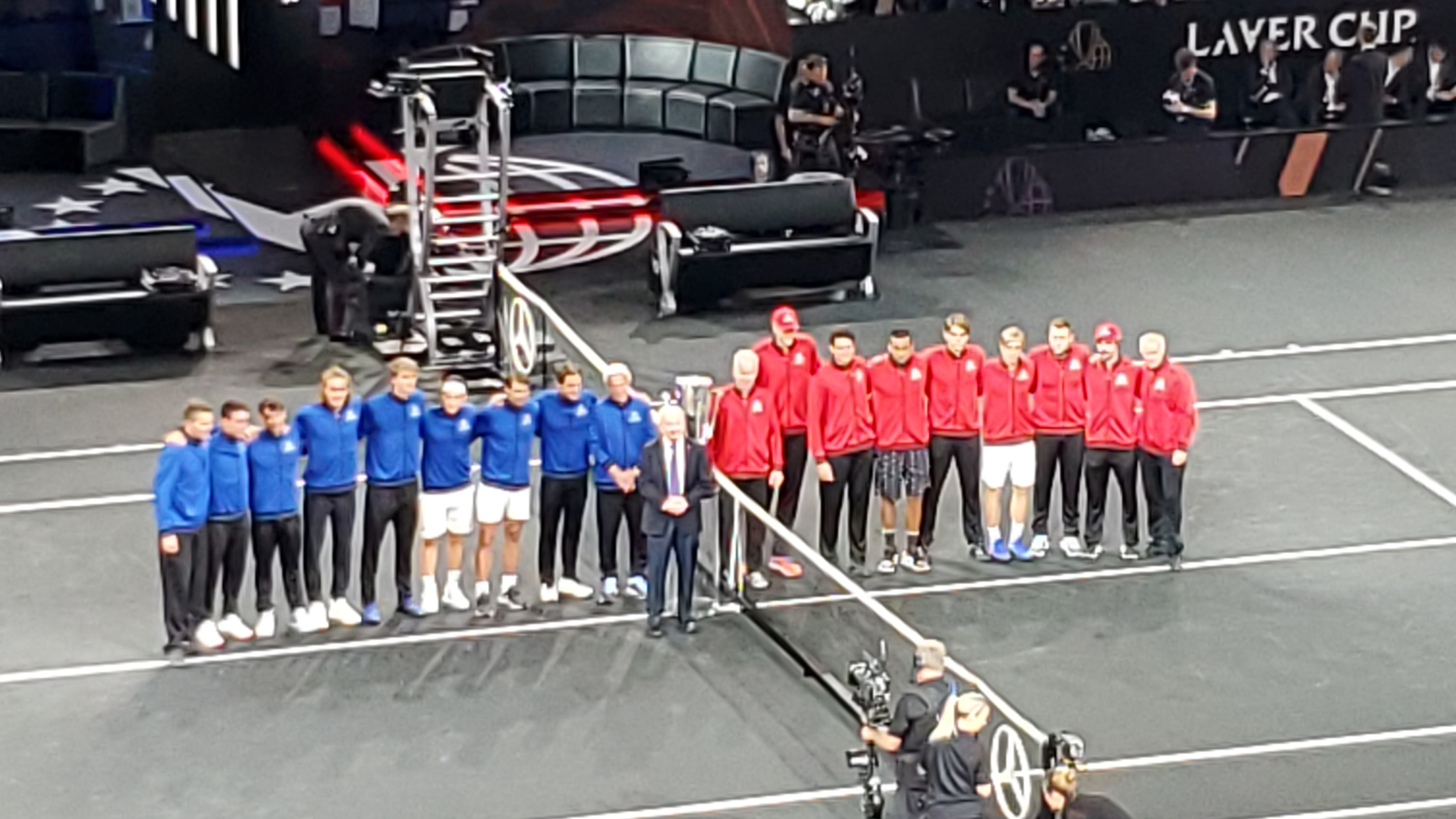
Cerimònia d'obertura amb els participants i Rod Laver.

| Equip Europa               | Equip Europa |
| -------------------------- | ------------ |
| Capità: Björn Borg         |              |
| Sotscapità: Thomas Enqvist |              |
| Tennista                   | Ràquing      |
| Daniïl Medvédev            | 2            |
| Stéfanos Tsitsipàs         | 3            |
| Alexander Zverev           | 4            |
| Andrei Rubliov             | 5            |
| Matteo Berrettini          | 7            |
| Casper Ruud                | 10           |
| Feliciano López            | 110          |

| Equip Món                   | Equip Món |
| --------------------------- | --------- |
| Capità: John McEnroe        |           |
| Sotscapità: Patrick McEnroe |           |
| Tennista                    | Rànquing  |
| Félix Auger-Aliassime       | 11        |
| Denis Shapovalov            | 12        |
| Diego Schwartzman           | 15        |
| Reilly Opelka               | 19        |
| John Isner                  | 22        |
| Nick Kyrgios                | 95        |
| Jack Sock                   | 164       |

|  | Suplent |

* Rànquing individual a dia 13 de setembre de 2021

## Partits
| Dia | Data           | Equip Europa                         | Puntuació | Equip Món                        | Marcador               | Acumulat    |
| --- | -------------- | ------------------------------------ | --------- | -------------------------------- | ---------------------- | ----------- |
| 1   | 24 de setembre | Casper Ruud                          | 1 − 0     | Reilly Opelka                    | 6−3, 7−6(4)            | 1 − 0       |
| 1   | 24 de setembre | Matteo Berrettini                    | 1 − 0     | Félix Auger-Aliassime            | 6−7(3), 7−5, [10−8]    | 2 − 0       |
| 1   | 24 de setembre | Andrei Rubliov                       | 1 − 0     | Diego Schwartzman                | 4−6, 6−3, [11−9]       | 3 − 0       |
| 1   | 24 de setembre | Alexander Zverev / Matteo Berrettini | 0 − 1     | John Isner / Denis Shapovalov    | 4−6, 7−6(2), [10−1]    | 3 − 1       |
| 2   | 25 de setembre | Stéfanos Tsitsipàs                   | 2 − 0     | Nick Kyrgios                     | 6−3, 6−4               | 5 − 1       |
| 2   | 25 de setembre | Alexander Zverev                     | 2 − 0     | John Isner                       | 7−6(5), 6−7(6), [10−5] | 7 − 1       |
| 2   | 25 de setembre | Daniïl Medvédev                      | 2 − 0     | Denis Shapovalov                 | 6−4, 6−0               | 9 − 1       |
| 2   | 25 de setembre | Andrei Rubliov / Stéfanos Tsitsipàs  | 2 − 0     | John Isner / Nick Kyrgios        | 6−7(8), 6−3, [10−4]    | 11 − 1      |
| 3   | 26 de setembre | Andrei Rubliov / Alexander Zverev    | 3 − 0     | Reilly Opelka / Denis Shapovalov | 6−2, 6−7(4), [10−3]    | 14 − 1      |
| 3   | 26 de setembre | Alexander Zverev                     | −         | Félix Auger-Aliassime            | No disputat            | No disputat |
| 3   | 26 de setembre | Daniïl Medvédev                      | −         | Diego Schwartzman                | No disputat            | No disputat |
| 3   | 26 de setembre | Stéfanos Tsitsipàs                   | −         | John Isner                       | No disputat            | No disputat |

Els partits disputats el primer dia estan valorats amb un punt, els del segon dia amb dos, i els del tercer dia amb tres punts. Es disputen quatre partits cada dia (tres individuals i un de dobles), de manera que hi ha un total de 24 punts disponibles i guanya el primer equip a arribi a 13 punts. Amb aquest sistema de puntuació, cap equip pot esdevenir guanyador fins a l'últim dia.